# Polana (rejon chomutowski)
Polana (ros. Поляна) – osiedle typu wiejskiego w zachodniej Rosji, w sielsowiecie dubowickim rejonu chomutowskiego w obwodzie kurskim.

## Geografia
Miejscowość położona jest nad ruczajem Romanowskij w pobliżu jej ujścia do Siewu, 5,5 km od centrum administracyjnego sielsowietu dubowickiego (Dubowica), 7,5 km od centrum administracyjnego rejonu (Chomutowka), 113 km od Kurska.

## Demografia
W 2010 r. miejscowość zamieszkiwało 6 osób.